# Danziger Stadtbefestigung

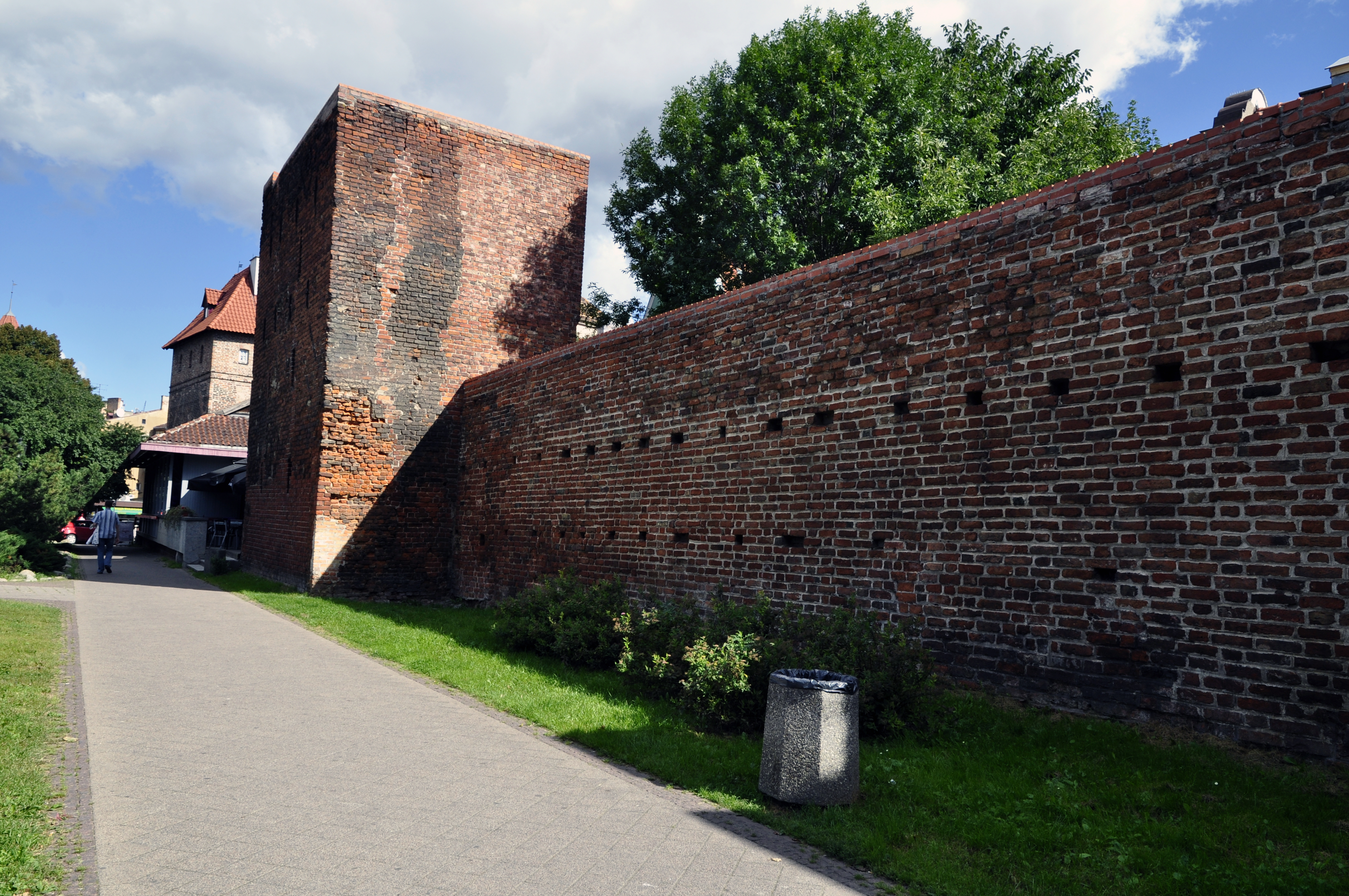
Reste der Stadtmauer mit dem Wehrturm in der Laternengasse und dem Turm am Schützenhaus (hinten)

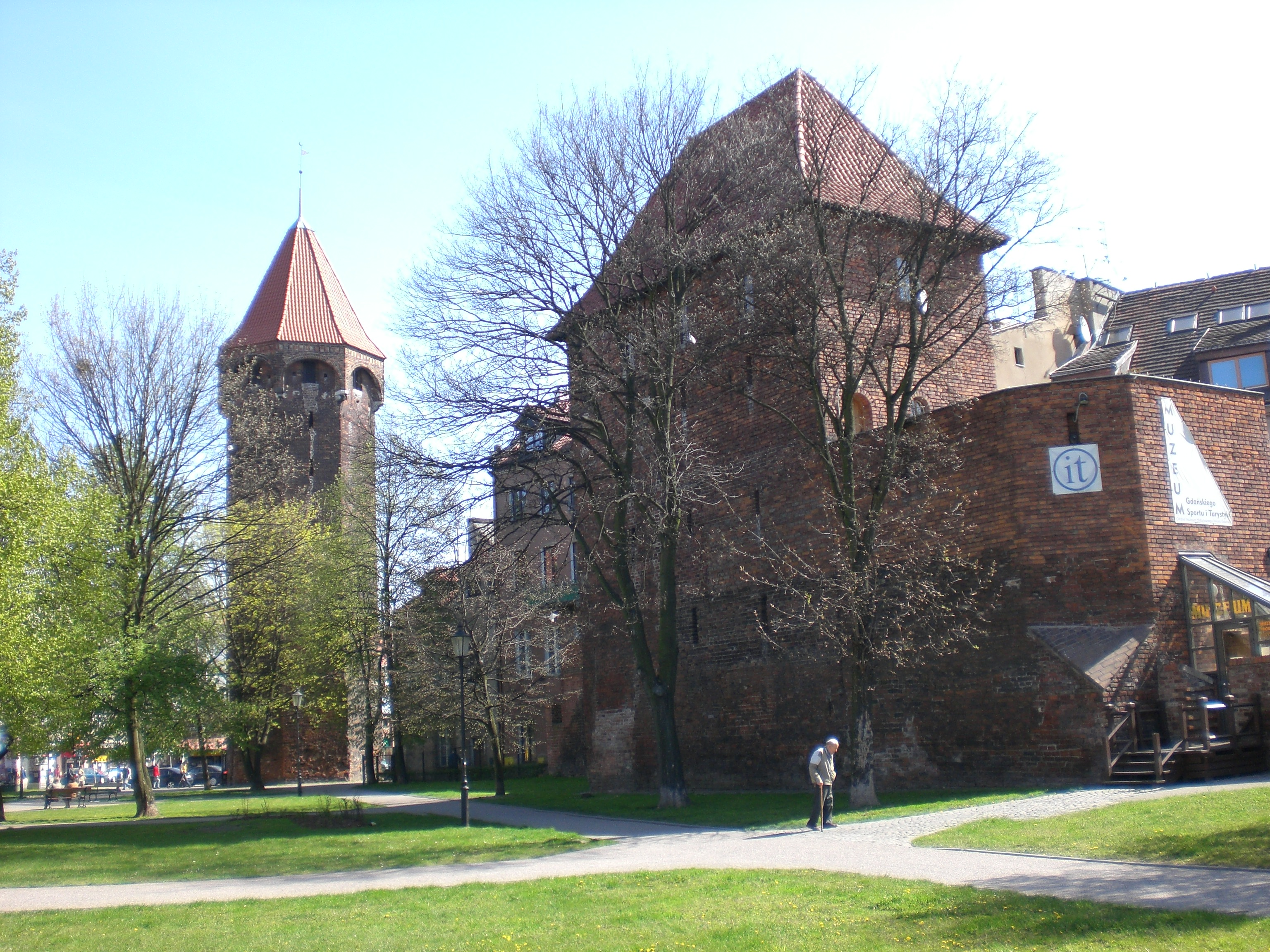
Kiek in de Kök (Baszta Jacek) und Baszta na Podmurzu (rechts)

Die Danziger Stadtbefestigung wurde 1343 begonnen. Die Stadtmauer (polnisch mury miejskie bzw. mury obronne) der Stadt Danzig in Polen hatte Ende des 15. Jahrhunderts mindestens 42 Türme (baszty). Diese Befestigung verlor 1550 ihren wehrhaften Charakter und wurde von 1622 bis 1648 durch die später erweiterte Festung Danzig (Twierdza Gdańsk) ersetzt. Zwölf Türme, ein Großteil der Wassertore und Reste der Mauern sind erhalten.

## Geographie

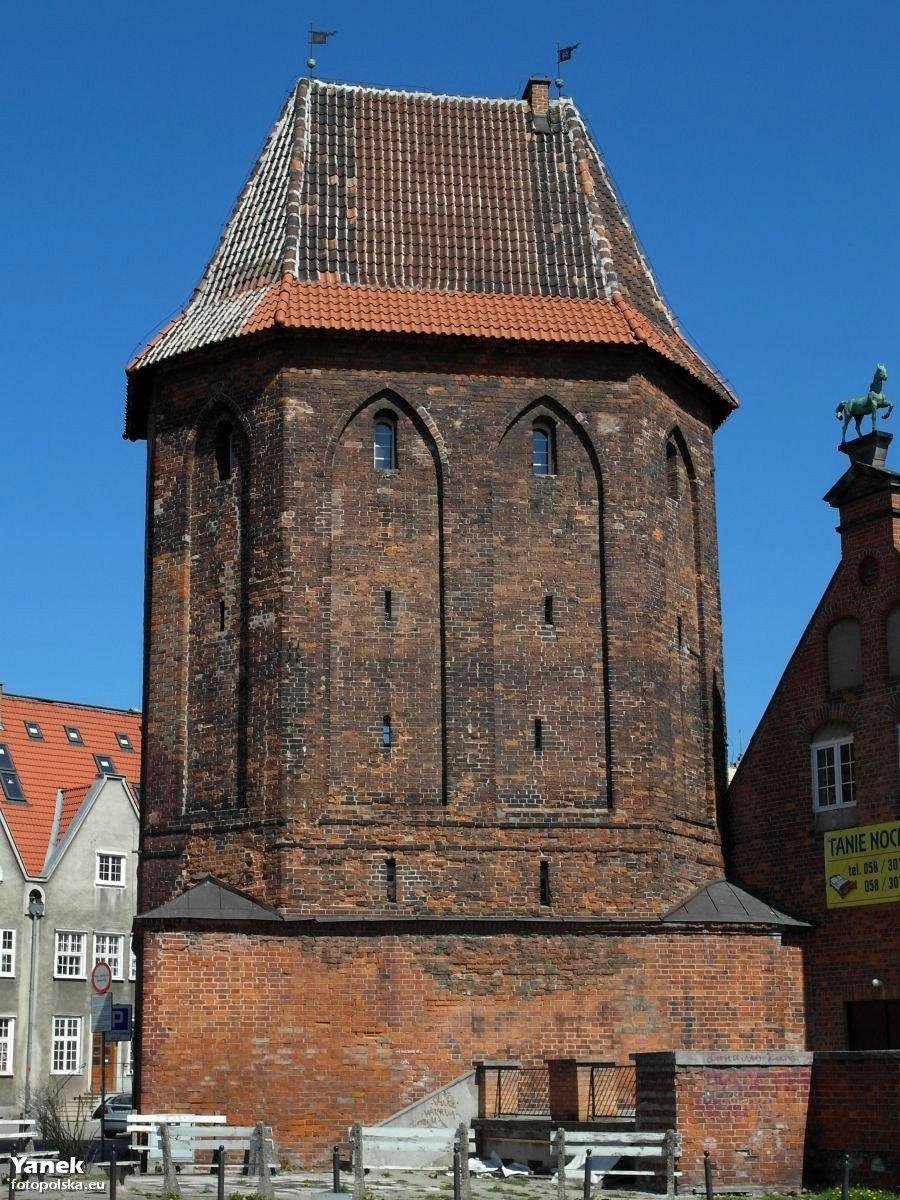
Eckturm am Stadthof (2012)

Die Befestigung umfasste große Teile der Danziger Innenstadt, die Altstadt im Norden, die Rechtstadt, die Vorstadt im Süden und die Speicherinsel im Osten. Ein System von Wassergräben umgaben die Burg im Nordwesten, die Altstadt, die Rechtstadt und die Vorstadt, die von einem zweifachen Graben von der Rechtstadt getrennt war. Mottlau und Neue Mottlau umflossen die Speicherinsel und speisten die Gräben. Eine weitere Einspeisung und die Trinkwasserversorgung erfolgte durch den Radaunekanal. Die ehemalige Mündung der Weichsel wurde durch die Festung Weichselmünde geschützt.

## Geschichte

### Alte Stadtbefestigung

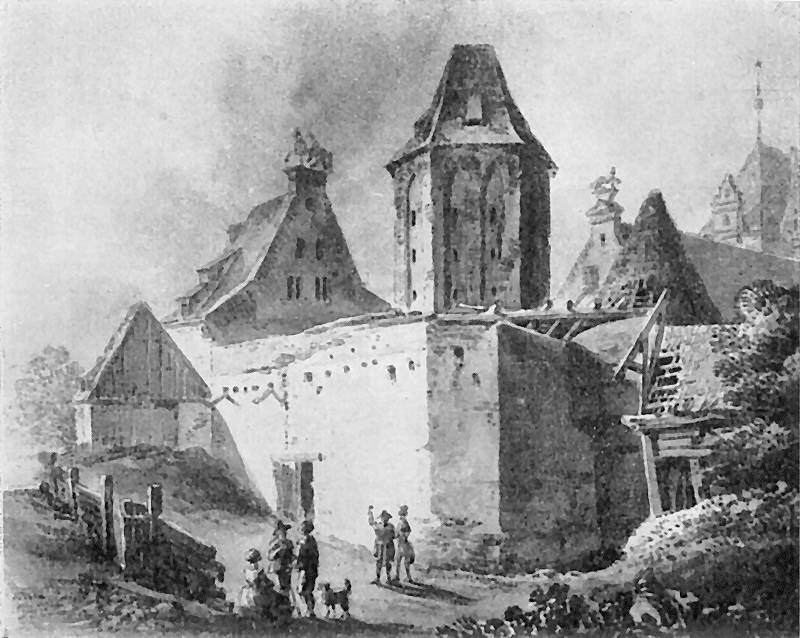
Am Stadthof (um 1789)

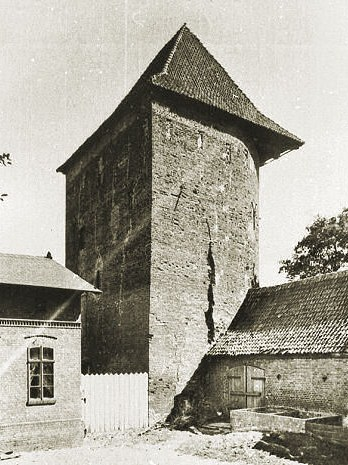
Trumpfturm (um 1905)

Die Danziger Ordensburg wurde um 1340 errichtet und 1454 durch die Bürger der Stadt zerstört.
Ludolf König, Hochmeister des Deutschen Ordens, erteilte der Rechtstadt 1343 das Privileg eine Stadtmauer zu errichten. Am 26. März 1343 wurde der Grundstein für den Bau des Eckturms am Stadthof (Baszta Narożna) gelegt. Aus strategischen Gründen wurde an Landseite an der südwestlichen Ecke der Stadt begonnen. Mitte des 14. Jahrhunderts umschloss eine 2300 Meter lange Mauer mit zahlreichen Türmen und Toren die Rechtstadt von Süden, Westen und Norden. An der Stadtseite entlang verlief eine 4,3 Meter breite Straße. Über die östliche Mauer am Ufer der Mottlau sind keine Aufzeichnungen erhalten. Die ursprüngliche Mauer war relativ niedrig und erhob sich etwa fünf Meter über dem Boden. Die Wandstärke im unteren Teil betrug 120 bis 150 Zentimeter. Die rechteckigen Zinnen waren bis 80 Zentimeter stark, etwa zwei Meter lang und einen Meter hoch.
Mit Genehmigung Winrich von Kniprodes wurde 1379 eine niedrigere Zwingermauer mit Vortoren vor der Stadtmauer angelegt. In der zweiten Hälfte des 15. Jahrhunderts konnte die Mauer erhöht und mit einem hölzernen Wehrgang versehen werden. In der zweiten Hälfte des 15. Jahrhunderts wurde die Wälle um Alt- und Vorstadt durch Mauern ersetzt. In der zweiten Hälfte des 16. Jahrhunderts verloren sie ihre militärische Bedeutung. Die Mauern von Alt- und Vorstadt wurden abgerissen, die der Rechtstadt blieben oft erhalten, da beiderseits Wohn- und Wirtschaftsgebäude angebaut wurden. Die Zerstörungen des Zweiten Weltkriegs legten Teile von ihnen frei. Bodenbefunde sind erhalten, außer im Osten an der Lange Brücke.
Die Mauer hatte Ende des 15. Jahrhunderts im Bereich der Rechtstadt mindestens 25 Türme, hinzu kamen 12 Türme der Alt- und fünf der Vorstadt. Sie sollten an den Außenseiten jeweils zehn Ziegel stark sein, für die vierte Mauer an der Stadtseite waren sieben Ziegel vorgeschrieben. Im dritten Viertel des 14. Jahrhunderts wurden die ersten Türme erhöht und mit Dächern versehen. Gegen Ende des 15. Jahrhunderts wurden einige umgebaut um die Schusswinkel zu verbessern, andere erhielten Backsteingewölbe und wurden an leichte Kanonen angepasst. Nach 1550 wurden einige niedergelegt, andere in Pulvertürme umgewandelt. Die meisten Türme der Rechtstadt und die Mehrzahl der Wassertore blieben erhalten. Sie wurden zu Wohngebäuden umgebaut oder als Lager genutzt. Der Stadtentwicklung und dem Straßenverkehr fielen in der zweiten Hälfte des 19. Jahrhunderts weitere Türme zum Opfer, besonders im Bereich von Alt- und (alter) Vorstadt. Den Zweiten Weltkrieg überstanden die Türme ohne größere Schäden. Türme wie der Schwan- und der Strohturm wurden wieder sichtbar, da die umliegenden Gebäude zerstört wurden. Zwölf Türme blieben als Denkmal mittelalterlicher Verteidigungskunst erhalten.
Am Wehrturm in der Laternengasse (Baszta Latarniana) sind verschiedene Bauabschnitte, Reparaturen und Ergänzungen seit Mitte des 14. Jahrhunderts ablesbar. Teile der Gewölbe, die den ersten Wehrgang stützten, wurden rekonstruiert. Es bestehen Pläne den Turm für eine Dauerausstellung über die alten Befestigungsanlagen von Danzig zu nutzen.

### Festung Danzig

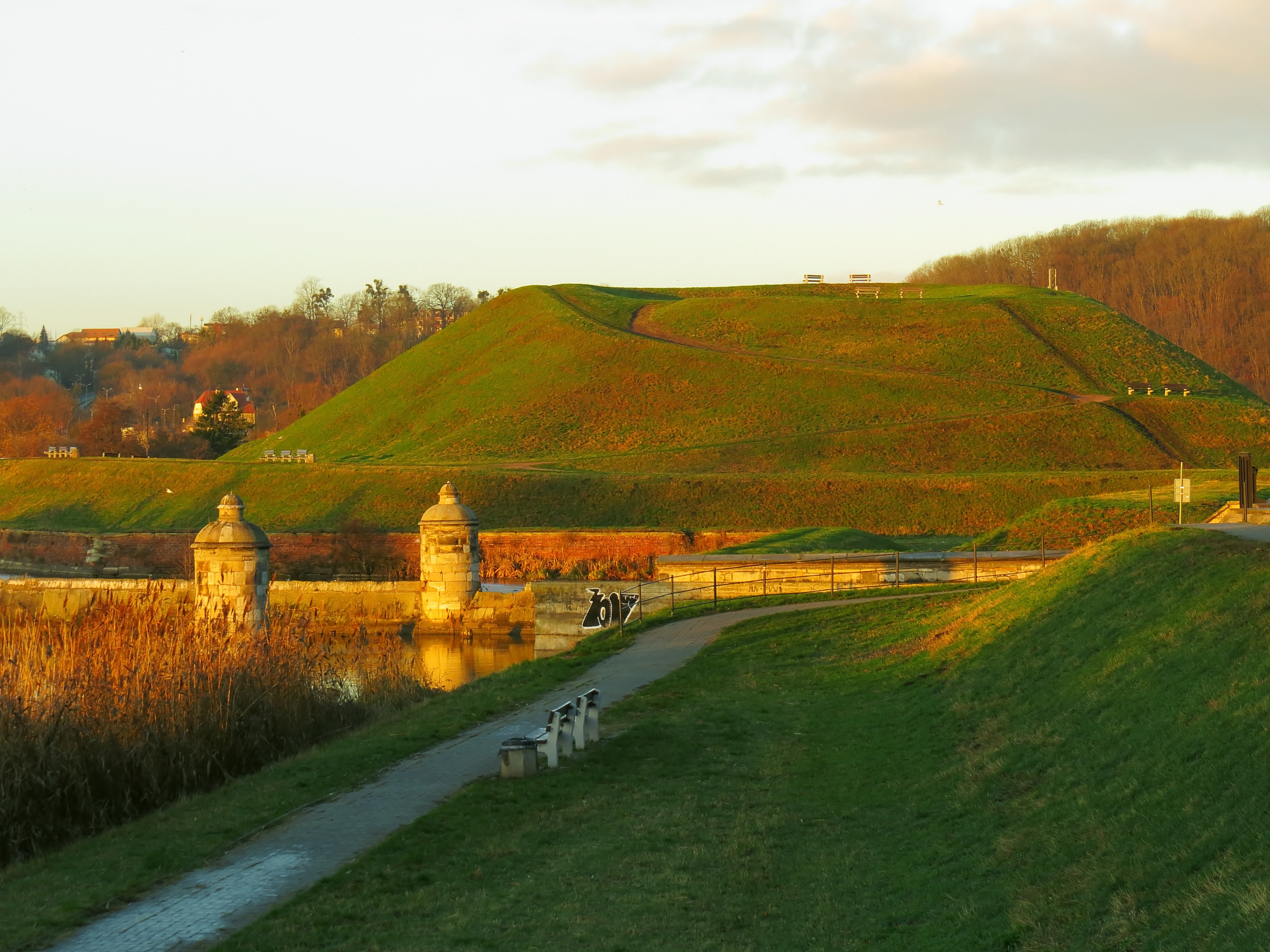
Festung Danzig: Bastion Maidloch und Steinschleuse

Stephan Báthory beschoss 1577 die Stadt vom Hagelsberg aus. Im Polnisch-Schwedischen Krieg (1600–1629) wurde eine moderne Festung mit Erdwällen und Bastionen errichtet. Der äußere Ring umfasste auch die Berge im Westen der heutigen Innenstadt. Bis 1918 wurden die Anlagen in verschiedenen Zeitabschnitten erweitert.

## Erhaltene Bauwerke

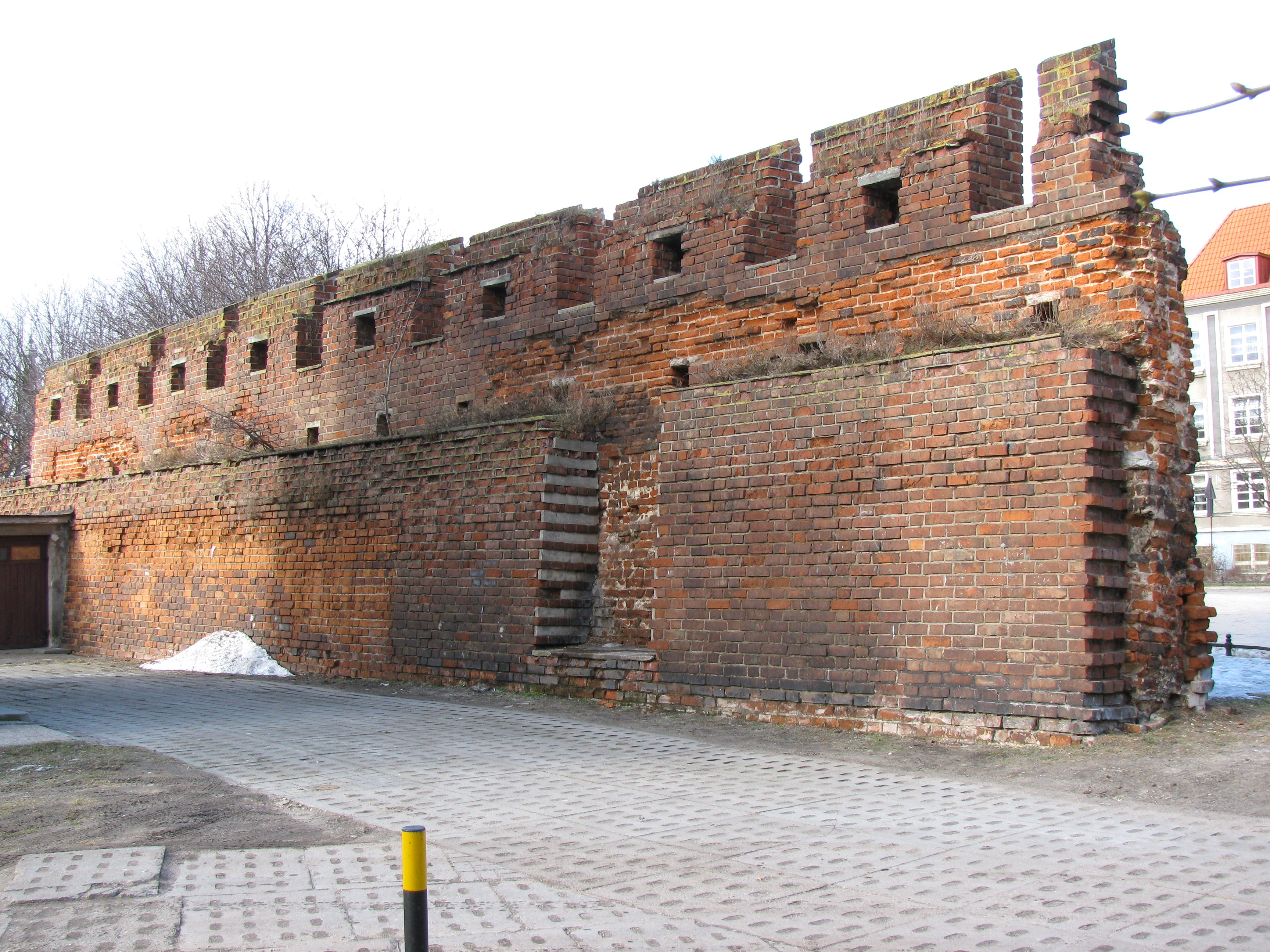
Mauer im Norden der Rechtstadt

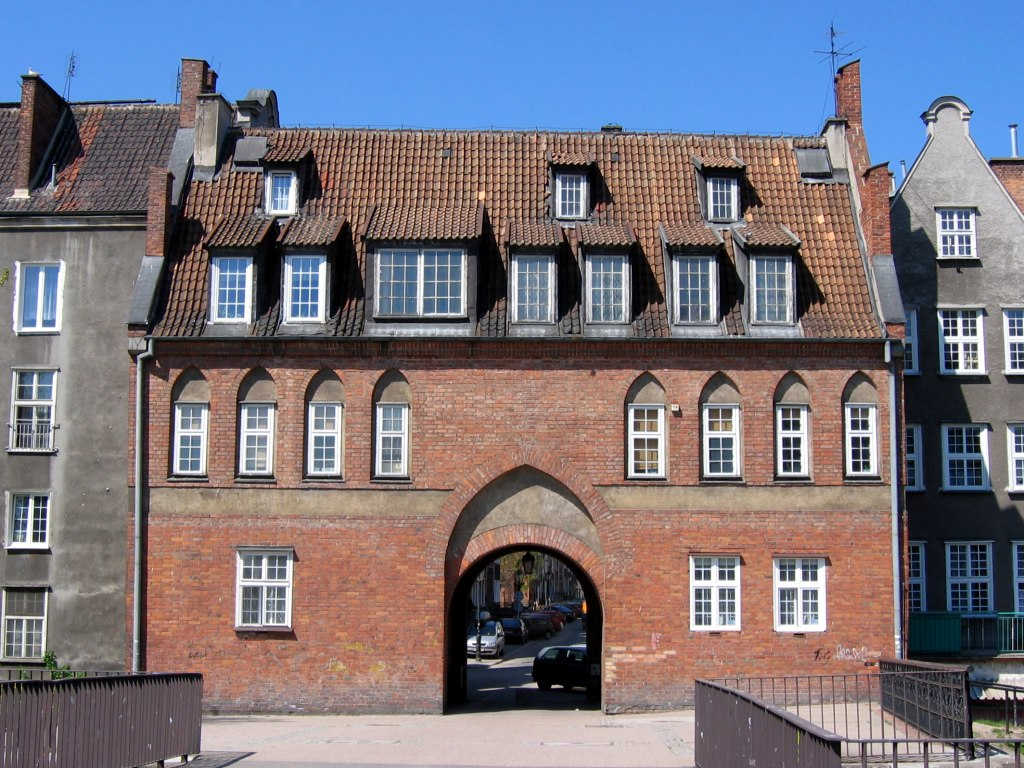
Kuhtor

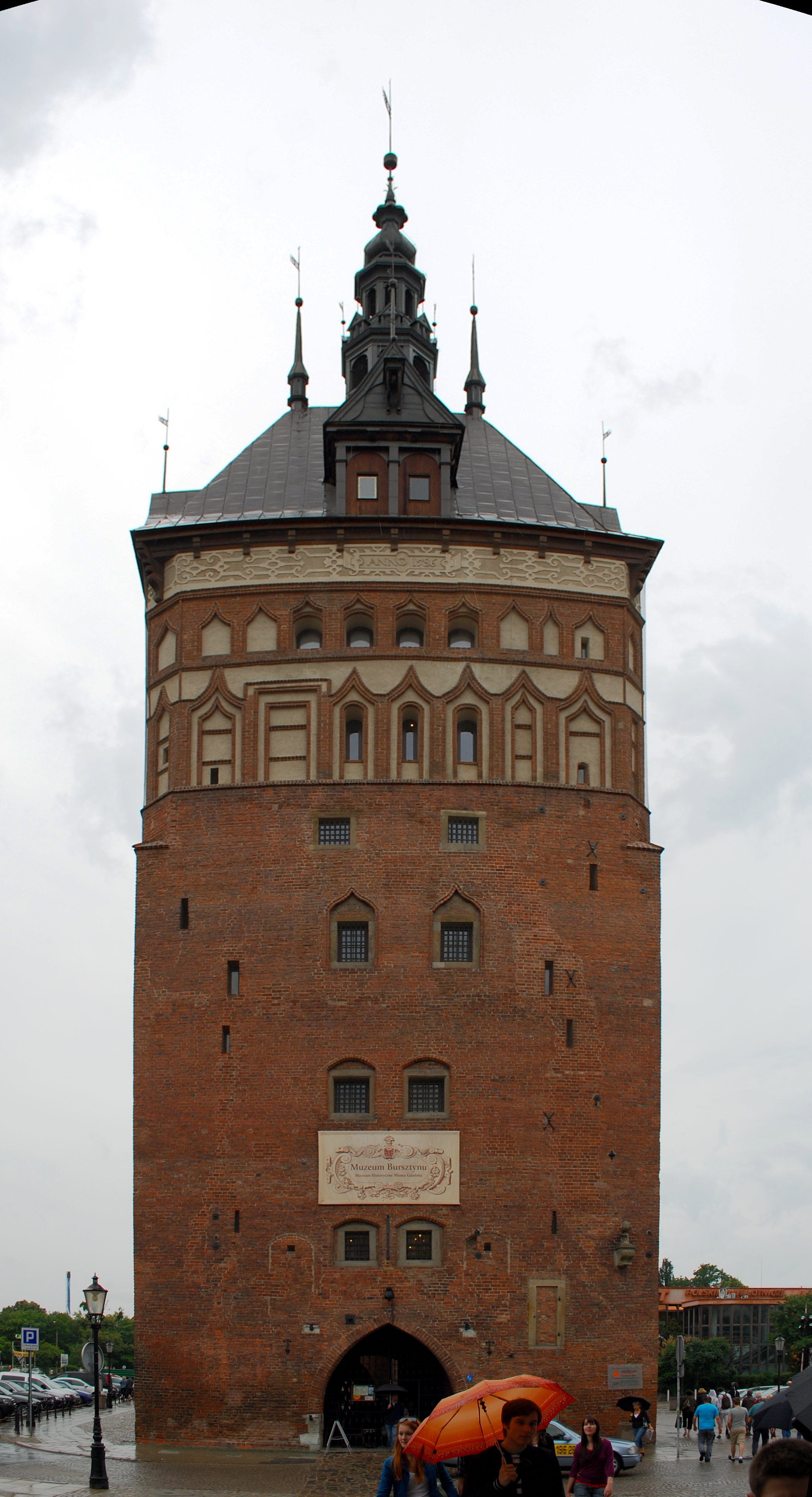
Hoher Turm/Stockturm

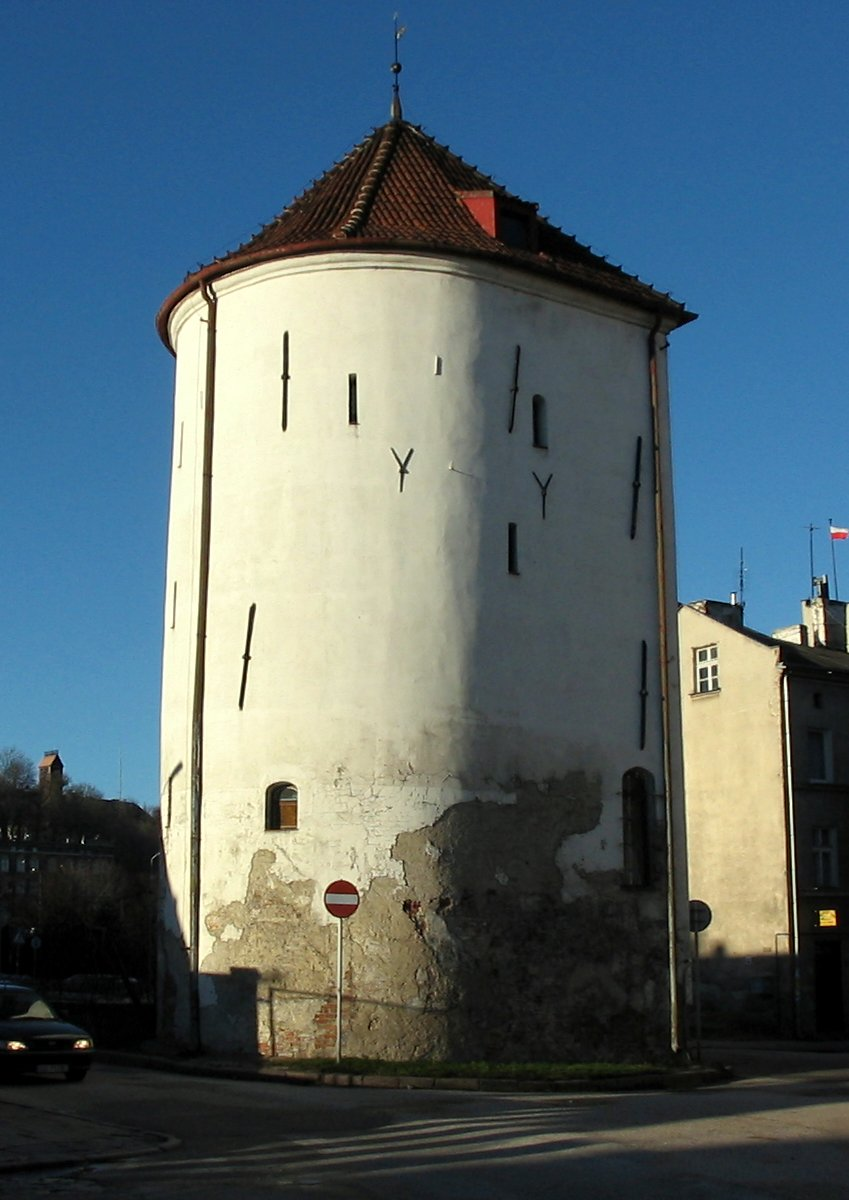
Weißer Turm

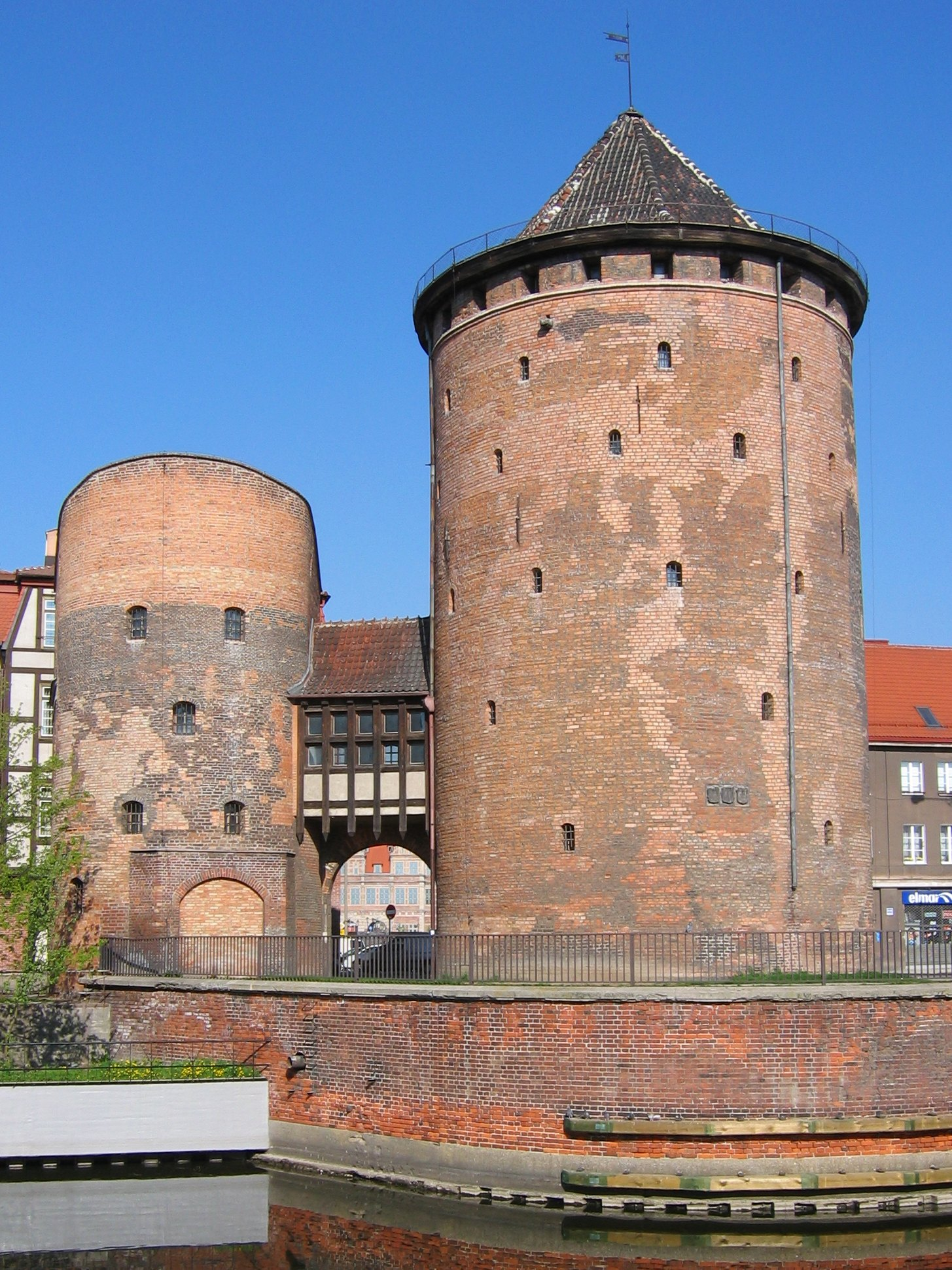
Milchkannenturm, Milchkannentor und Sahnetopf

### Altstadt
- Schwanturm (Schwan, Baszta Łabędź), erbaut in der zweiten Hälfte des 15. Jahrhunderts, 1967 restauriert

Alt- und Rechtstadt waren durch einen Wassergraben getrennt. Zur Straße verfüllt erhielt er den Namen Altstädtischer Graben bzw. Podwale Staromiejskie.

### Türme und Tore der Rechtstadt
- Mönchenturm, „Blumentopf“ (Baszta Dominikańska), 1897 abgebrochen, Grundriss im Pflaster markiert
- Klosterturm (Baszta Klasztorna), Grundriss im Pflaster markiert
- Kiek in de Kök (Baszta Jacek), um 1400
- Baszta na Podmurzu
- Breites Tor, von 1826 bis 1831 abgerissen, die Vortortürme später
- Turm am Schützenhaus (Baszta Bramy Szerokiej)
- Wehrturm in der Laternengasse (Baszta Latarniana)
- Strohtum am Großen Zeughaus (Baszta Słomiana), etwa 1902 umbaut
- „Baszta Studzienna“ (übersetzt Brunnenturm), 1902 überbaut, 1956/1957 Fund von zwei Brunnen und teilweise rekonstruiert[5]
- Hoher Turm (Langgasser Tor, später Stockturm, Wieża Więzienna), 1378 begonnen; 1596–1599 um Peinkammertor (Katownia) erweitert
  - Hohes Tor (Vortor), für Bau des Nachfolgebaus um 1586 abgebrochen
- Eckturm am Stadthof (Baszta Narożna)
- „Turm Schultz“ (Baszta Schultza), von Grund auf neu aufgebaut
- „Brauereiturm“ (Baszta Browarna) , von Grund auf neu aufgebaut
- Fischertor (Brama Żabia), Ruine
- Torturm des Ankerschmiedetors (Brama Kotwiczników), ehemaliger Torturm

### Wassertore
- Tobiastor (abgegangen)
- Häkertor (Brama Straganiarska)
- Johannistor (Brama Świętojańska)
- Krantor (Żuraw)
- Heilig-Geist-Tor (Brama Świętego Ducha)
- Frauentor (Brama Mariacka)
- Brotbänkentor (Brama Chlebnicka)
- Grünes Tor (Zielona Brama)
- Kuhtor (Brama Krowia)
- Ankerschmiedeturm (Baszta Kotwiczników), ehemaliger Torturm

Kran- und Kuhtor galten 1908 als Teile der ehemaligen Stadtbefestigung.  Die anderen Tore waren mehrfach umgebaut und markierten nur die Grenze zwischen Stadt und Hafen.

### Vorstadt
Vor- und Rechtstadt waren durch einen zweifachen Wassergraben getrennt. Zur Straße verfüllt erhielt er den Namen Vorstädtischer Graben bzw. Podwale Przedmiejskie.
- Weißer Turm (Baszta Biała), 1461 fertiggestellt
- Trumpfturm (Baszta pod Zrębem), 1487 erbaut, stürzte in den Jahren 1975–1982 ein. Er war das östliche Ende der südlichen Mauerlinie.

### Speicherinsel
- Milchkannentor (Brama Stągiewna) mit dem Milchkannenturm

## Abgegangene Bauwerke (Auswahl)

### Altstadt
- Turm Finsterstern, bis 1626 größtenteils abgerissen, Reste im 19. Jahrhundert entfernt
- Pulverturm, Turm der ehemaligen Burg
- Turm St. Bartholomäus, 1628 abgebrochen
- Turm St. Jakob, 1628 abgebrochen
- zwei Türme „nad Rowem“
- Kandelersturm, 1483, im zweiten Viertel des 16. Jahrhunderts abgebrochen
- Mittelturm
- Turm am Holzmarkt
- Turm Halbmond, bis 1639 abgerissen

### Rechtstadt
- Häkerturm, im nördlichen Teil der Mauer

### Vorstadt
- Neuer Turm, ein Pulverturm an der Bastion Wieben, 1897 abgebrochen
- Turm Katze, namensgebend für die gleichnamige Bastion